# European Hockey League 1999-2000
L'European Hockey League 1999-2000 è stata la quarta ed ultima edizione della European Hockey League. La stagione è iniziata il 21 settembre 1999 e terminata il 6 febbraio 2000. A questa edizione vi hanno partecipato 16 squadre di 11 nazioni. Le leghe di Russia, Finlandia, Repubblica Ceca, Svezia e Germania sono state rappresentate nella competizione da due squadre.
Il torneo è stato vinto dalla squadra russa del Metallurg Magnitogorsk, che ha battuto in finale i cechi dello Sparta Praga.

## Formula
Parteciparono 16 squadre divise in 4 gironi. Le prime due classificate passavano il turno. Le otto squadre si giocarono l'ingresso al girone finale con uno scontro diretto andata e ritorno. Le quattro squadre rimaste giocarono la EHL Top Four Final.

### Assegnazione dei Punti nella fase a gironi
Il sistema di punti utilizzati nel primo turno del torneo è stato:
- Il vincitore nei tempo regolari guadagnato 3 punti;
- In caso di parità, un Tempo supplementare:
Il vincitore guadagna 2 punti
Il perdente guadagna 1 punto.

## Partecipanti
A questa edizione vi hanno partecipato 16 squadre di 11 nazioni divisi in 4 gruppi di 4 squadre.
| Slovacchia (bandiera) | Slovan Bratislava      | Campione di Slovacchia      | Roster |
| Russia (bandiera)     | Metallurg Magnitogorsk | Campione di Russia          | Roster |
| Austria (bandiera)    | EC VSV                 | Campione d'Austria          | Roster |
| Rep. Ceca (bandiera)  | VHK Vsetín             | Campione di Repubblica Ceca | Roster |

| Svezia (bandiera)      | Brynäs IF        | Campione di Svezia          | Roster |
| Finlandia (bandiera)   | IFK Helsinki     | Vice campione di Finlandia  | Roster |
| Regno Unito (bandiera) | Manchester Storm | Campione di Gran Bretagna   | Roster |
| Rep. Ceca (bandiera)   | Sparta Praga     | Campione di Repubblica Ceca | Roster |

| Germania (bandiera)  | Adler Mannheim     | Campione di Germania    | Roster |
| Svezia (bandiera)    | MODO Hockey        | Vice campione di Svezia | Roster |
| Finlandia (bandiera) | TPS Turku          | Campione di Finlandia   | Roster |
| Norvegia (bandiera)  | Vålerenga Ishockey | Campione di Norvegia    | Roster |

| Germania (bandiera) | Sinupret Ice Tigers | Vice campione di Germania | Roster |
| Svizzera (bandiera) | HC Lugano           | Campione di Svizzera      | Roster |
| Russia (bandiera)   | Dinamo Mosca        | Vice campione di Russia   | Roster |
| Francia (bandiera)  | Amiens Somme        | Campione di Francia       | Roster |

## Fase a Gruppi

### Gruppo A
| #  |                        | PG | V | VS | PS | P | GF | GS | Pt |
| 1. | Slovan Bratislava      | 6  | 4 | 0  | 1  | 1 | 18 | 13 | 13 |
| 2. | Metallurg Magnitogorsk | 6  | 3 | 1  | 1  | 1 | 25 | 20 | 12 |
| 3. | EC VSV                 | 6  | 2 | 2  | 0  | 2 | 25 | 21 | 10 |
| 4. | VHK Vsetín             | 6  | 0 | 0  | 1  | 5 | 15 | 29 | 1  |

LEGENDA:
PG=Partite Giocate, V=Vinte, P=Perse, VS=Vinte ai supplementari, PS=Perse ai supplementari, GF=Gol Fatti, GS=Gol Subiti, Pt=Punti

### Gruppo B
| #  |                  | PG | V | VS | PS | P | GF | GS | Pt |
| 1. | IFK Helsinki     | 6  | 5 | 0  | 0  | 1 | 29 | 25 | 15 |
| 2. | Sparta Praga     | 6  | 3 | 1  | 1  | 1 | 29 | 15 | 12 |
| 3. | Brynäs IF        | 6  | 1 | 2  | 0  | 3 | 19 | 24 | 7  |
| 4. | Manchester Storm | 6  | 0 | 0  | 2  | 4 | 13 | 26 | 2  |

LEGENDA:
PG=Partite Giocate, V=Vinte, P=Perse, VS=Vinte ai supplementari, PS=Perse ai supplementari, GF=Gol Fatti, GS=Gol Subiti, Pt=Punti

### Gruppo C
| #  |                    | PG | V | VS | PS | P | GF | GS | Pt |
| 1. | MODO Hockey        | 6  | 5 | 0  | 0  | 1 | 26 | 6  | 15 |
| 2. | TPS Turku          | 6  | 4 | 1  | 0  | 1 | 22 | 13 | 14 |
| 3. | Vålerenga Ishockey | 6  | 2 | 0  | 0  | 4 | 14 | 23 | 6  |
| 4. | Adler Mannheim     | 6  | 0 | 0  | 1  | 5 | 11 | 31 | 1  |

LEGENDA:
PG=Partite Giocate, V=Vinte, P=Perse, VS=Vinte ai supplementari, PS=Perse ai supplementari, GF=Gol Fatti, GS=Gol Subiti, Pt=Punti

### Gruppo D
| #  |                     | PG | V | VS | PS | P | GF | GS | Pt |
| 1. | Nürnberg Ice Tigers | 6  | 4 | 1  | 1  | 0 | 23 | 11 | 15 |
| 2. | HC Lugano           | 6  | 3 | 1  | 0  | 2 | 22 | 18 | 11 |
| 3. | Dinamo Mosca        | 6  | 3 | 0  | 1  | 2 | 18 | 9  | 10 |
| 4. | Amiens Somme        | 6  | 0 | 0  | 0  | 6 | 5  | 30 | 0  |

LEGENDA:
PG=Partite Giocate, V=Vinte, P=Perse, VS=Vinte ai supplementari, PS=Perse ai supplementari, GF=Gol Fatti, GS=Gol Subiti, Pt=Punti
| Norimberga 28 settembre 1999 | Nürnberg Ice Tigers | 2 – 1 (1-0, 1-0, 0-1) | Dinamo Mosca | Linde-Stadion |

| Lugano 28 settembre 1999 | HC Lugano | 4 – 3 (1-0, 1-2, 2-1) | Amiens Somme | Resega |

| Mosca 12 ottobre 1999 | Dinamo Mosca | 7 – 2 (3-2, 2-0, 2-0) | HC Lugano | Luzhniki Palace of Sports |

| Amiens 12 ottobre 1999 | Amiens Somme | 0 – 4 (0-0, 0-3, 0-1) | Nürnberg Ice Tigers | Coliséum |

| Mosca 26 ottobre 1999 | Dinamo Mosca | 3 – 0 (2-0, 1-0, 0-0) | Amiens Somme | Luzhniki Palace of Sports |

| Norimberga 26 ottobre 1999 | Nürnberg Ice Tigers | 4 – 3 (0-0, 1-2, 3-1) | HC Lugano | Linde-Stadion |

| Amiens 2 novembre 1999 | Amiens Somme | 0 – 5 (0-2, 0-1, 0-2) | Dinamo Mosca | Coliséum |

| Lugano 2 novembre 1999 | HC Lugano | 4 – 3 (d.t.r.) (1-1, 0-1, 2-1, 0-0, 1-0) | Nürnberg Ice Tigers | Resega |

| Lugano 23 novembre 1999 | HC Lugano | 3 – 1 (1-1, 1-0, 1-0) | Dinamo Mosca | Resega |

| Norimberga 23 novembre 1999 | Nürnberg Ice Tigers | 8 – 2 (5-1, 1-0, 2-1) | Amiens Somme | Linde-Stadion |

| Amiens 7 dicembre 1999 | Amiens Somme | 0 – 6 (0-2, 0-1, 0-3) | HC Lugano | Coliséum |

| Mosca 7 dicembre 1999 | Dinamo Mosca | 1 – 2 (d.t.r.) (0-1, 0-0, 1-0, 0-0, 0-1) | Nürnberg Ice Tigers | Luzhniki Palace of Sports |

## Fase Finale
|  | Quarti di finale   | Quarti di finale   | Quarti di finale | Quarti di finale | Quarti di finale |   |              | Semifinali   | Semifinali | Semifinali |           |                 | Finale          | Finale          | Finale |  |
|  |                    |                    |                  |                  |                  |   |              |              |            |            |           |                 |                 |                 |        |  |
|  | MODO Hockey        | MODO Hockey        | 0                | 6                | 6                |   |              |              |            |            |           |                 |                 |                 |        |  |
|  | MODO Hockey        | MODO Hockey        | 0                | 6                | 6                |   |              |              |            |            |           |                 |                 |                 |        |  |
|  | Magnitogorsk       | Magnitogorsk       | 4                | 4                | 8                |   |              |              |            |            |           |                 |                 |                 |        |  |
|  | Magnitogorsk       | Magnitogorsk       | 4                | 4                | 8                |   | Magnitogorsk | Magnitogorsk | 5          |            |           |                 |                 |                 |        |  |
|  |                    |                    |                  |                  |                  |   | Magnitogorsk | Magnitogorsk | 5          |            |           |                 |                 |                 |        |  |
|  |                    |                    | TPS Turku        | TPS Turku        | 3                |   |              |              |            |            |           |                 |                 |                 |        |  |
|  | IFK Helsinki       | IFK Helsinki       | TPS Turku        | TPS Turku        | 3                | 3 | 3            | 6            |            |            |           |                 |                 |                 |        |  |
|  | IFK Helsinki       | IFK Helsinki       |                  |                  |                  |   |              | 6            |            |            |           |                 |                 |                 |        |  |
|  | TPS Turku          | TPS Turku          | 5                | 2                | 7                |   |              |              |            |            |           |                 |                 |                 |        |  |
|  | TPS Turku          | TPS Turku          | 5                | 2                | 7                |   | Magnitogorsk | Magnitogorsk | 2          |            |           |                 |                 |                 |        |  |
|  |                    |                    |                  |                  |                  |   |              |              |            |            |           |                 |                 |                 |        |  |
|  |                    |                    | Sparta Praga     | Sparta Praga     | 0                |   |              |              |            |            |           |                 |                 |                 |        |  |
|  | Slovan Bratislava  | Slovan Bratislava  | Sparta Praga     | Sparta Praga     | 0                | 2 | 5            | 7            |            |            |           |                 |                 |                 |        |  |
|  | Slovan Bratislava  | Slovan Bratislava  |                  |                  |                  | 2 | 5            | 7            |            |            |           |                 |                 |                 |        |  |
|  | HC Lugano          | HC Lugano          | 5                | 6                | 11               |   |              |              |            |            |           |                 |                 |                 |        |  |
|  | HC Lugano          | HC Lugano          | 5                | 6                | 11               |   | HC Lugano    | HC Lugano    | 2          |            |           | Finale 3º posto | Finale 3º posto | Finale 3º posto |        |  |
|  |                    |                    |                  |                  |                  |   | HC Lugano    | HC Lugano    | 2          |            |           |                 |                 |                 |        |  |
|  |                    |                    | Sparta Praga     | Sparta Praga     | 3                |   |              |              |            |            |           |                 |                 |                 |        |  |
|  | Nürnberg Ice Tiger | Nürnberg Ice Tiger | Sparta Praga     | Sparta Praga     | 3                | 0 | 2            | 2            |            |            | TPS Turku | TPS Turku       | 6               |                 |        |  |
|  | Nürnberg Ice Tiger | Nürnberg Ice Tiger |                  |                  |                  |   |              | 2            |            |            | TPS Turku | TPS Turku       | 6               |                 |        |  |
|  | Sparta Praga       | Sparta Praga       | 4                | 3                | 7                |   |              | HC Lugano    | HC Lugano  | 1          |           |                 |                 |                 |        |  |

### Qualificazione Top Four Final

#### Andata
| Magnitogorsk 4 gennaio 2000 | Metallurg Magnitogorsk | 4 – 0 (2-0, 2-0, 0-0) | MoDo | Romasan Eispalast |

| Turku 4 gennaio 2000 | TPS Turku | 5 – 3 (2-1, 0-0, 3-2) | IFK Helsinki | Turkuhalli |

| Lugano 4 gennaio 2000 | HC Lugano | 5 – 2 (3-1, 2-0, 0-1) | Slovan Bratislava | Resega |

| Praga 4 gennaio 2000 | Sparta Praga | 4 – 0 (0-0, 3-0, 1-0) | Ice Tigers | Paegas Arena |

#### Ritorno
| Örnsköldsvik 11 gennaio 2000 | MoDo | 6 – 4 (2-0, 3-1, 1-3) | Metallurg Magnitogorsk | Kempehallen |

| Helsinki 11 gennaio 2000 | IFK Helsinki | 3 – 2 (1-0, 1-1, 1-1) | TPS Turku | Helsinki Ice Hall |

| Bratislava 11 gennaio 2000 | Slovan Bratislava | 5 – 6 (1-2, 2-0, 2-4) | HC Lugano | ST Aréna |

| Norimberga 11 gennaio 2000 | Ice Tigers | 2 – 3 (1-0, 0-3, 1-0) | Sparta Praga | Eisstadion |

### EHL Top Four Final
Il Top Four Final si è disputato in Svizzera a Lugano dal 5 febbraio al 6 febbraio 2000; a disputarsi il Silver Stone Trophy le quattro squadre uscite dalle qualificazioni al TOP Four Finale; i padroni di casa dell'HC Lugano, i russi del Metallurg Magnitogorsk, i cechi dello Sparta Praga e i finlandesi del TPS Turku.

#### Semifinale
| Lugano 5 febbraio 2000 | Metallurg Magnitogorsk | 5 – 3 (0-2, 0-1, 5-0) | TPS Turku | Resega |

| Lugano 5 febbraio 2000 | HC Lugano | 2 – 3 (d.t.s.) (1-0, 0-2, 1-0, 0-1) | Sparta Praga | Resega (7 761 spett.) |

#### Finale 3º Posto
| Lugano 6 febbraio 2000 | HC Lugano | 1 – 6 (1-2, 0-3, 0-1) | TPS Turku | Resega (6 403 spett.) |

#### Finale Silver Stone Trophy
| Lugano 6 febbraio 2000                                 | Metallurg Magnitogorsk | 2 – 0 (1-0, 1-0, 0-0) | Sparta Praga | Resega (4 546 spett.) |
| \| \| \| \| \| A. Razin 19:06 23:04 \| Marcatori \| \| |                        |                       |              |                       |
|                                                        |                        |                       |              |                       |
| A. Razin 19:06 23:04                                   | Marcatori              |                       |              |                       |